# Mutkopf (Geigenkam)
De Mutkopf is een 1990 m.ü.A. hoge berg in de Ötztaler Alpen in de Oostenrijkse deelstaat Tirol.
De berg is een van de noordelijke toppen van de Geigenkam, een subgroep van de Ötztaler Alpen. Ingeklemd tussen de Waldelebach in het westen en de Leonhardsbach in het oosten, twee rechter zijstromen van de rivier de Inn, ligt de top van de berg ongeveer tweeënhalve kilometer ten zuiden van Roppen, een dorp in het Oberinntal. Vanuit Roppen (750 m.ü.A.) lopen meerdere wegen door het bos Hornerwald over de Wirtsbödele tot bij de Maisalpe (ook: Maisalm, 1634 m.ü.A.). Deze tocht duurt te voet ongeveer tweeënhalf uur. Vanaf de Maisalpe is de top van de Mutkopf vervolgens via de Muthütte te bereiken. In het verlengde van de Mutkopf ligt de Mutzeiger (2277 m.ü.A.).,